# Morrisville (North Carolina)
Morrisville ist eine Town im Wake County und dem Durham County des US-Bundesstaates North Carolina. Die Einwohnerzahl beträgt 28.846 (Stand 2019). Morrisville ist eine Vorstadt von Raleigh und Teil des Research Triangle.

## Geschichte
Das Gebiet wurde ursprünglich im Jahr 1852 nach Jeremiah Morris benannt. Morris schenkte der North Carolina Railroad Land für ein Depot, einen Wasserturm und andere Gebäude. Durch die Eisenbahnlinie und die Lage an der Kreuzung von Straßen, die nach Chapel Hill, Raleigh und Hillsborough führen, wuchs die Stadt weiter an.
Am 13. April 1865 lieferte sich die Kavallerie der Vereinigten Staaten unter dem Kommando von General Judson Kilpatrick in der Schlacht von Morrisville ein Gefecht mit den sich zurückziehenden konföderierten Truppen bei Morrisville Station. Den konföderierten Truppen gelang es, ihre verbliebenen Vorräte und Verwundeten nach Westen in Richtung Greensboro zu evakuieren, aber die Kavallerie von General William Tecumseh Sherman zwang die Konföderierten, den Zug zurückzulassen und sich in Richtung Durham zurückzuziehen, wo sich schließlich die größte konföderierte Streitmacht des Krieges am Bennett Place ergab.
Die Stadt wurde 1875 offiziell gechartert, wurde aber 1933 disinkorporiert. Schließlich wurde das Stadtrecht 1947 wiederhergestellt.

## Demografie
Nach der Schätzung von 2019 leben in Morrisville 28.846 Menschen. Die Bevölkerung teilte sich im selben Jahr auf in 40,3 % Weiße, 12,0 % Afroamerikaner, 0,4 % amerikanische Ureinwohner, 41,4 % Asiaten und 4,6 % mit zwei oder mehr Ethnizitäten. Hispanics oder Latinos aller Ethnien machten 4,5 % der Bevölkerung aus. Das mittlere Haushaltseinkommen lag bei 101.738 US-Dollar und die Armutsquote bei 7,0 %.

## Wirtschaft
Die Nähe zum Raleigh-Durham International Airport und der Interstate 40 machen es zu einem attraktiven Standort für Büros. In Morrisville befindet sich der US-Hauptsitz von Lenovo. 2014 beschäftigte Lenovo mehr als 2000 Personen in Morrisville. Auch Oracle hat hier Büros.